# Tasmania Challenger
Il Tasmania Challenger è stato un torneo professionistico di tennis giocato su campi in sintetico. Faceva parte dell'ATP Challenger Series. Si giocava annualmente a Hobart in Australia.

## Albo d'oro

### Singolare
| Anno       | Campione            | Finalista      | Punteggio     |
| ---------- | ------------------- | -------------- | ------------- |
| 1978       | Bob Carmichael      | Till Marks     | 4–6, 6–3, 6–4 |
| 1979- 1987 | Non disputato       | Non disputato  | Non disputato |
| 1988       | Todd Woodbridge (1) | Shane Barr     | 6–3, 7–6      |
| 1989       | Todd Woodbridge (2) | Mark Kratzmann | 6–3, 1–6, 6–2 |
| 1990       | Simon Youl          | Jamie Morgan   | 7–6, 7–6      |
| 1991       | Sandon Stolle       | Fernon Wibier  | 7–5, 6–4      |

### Doppio
| Anno       | Campioni                       | Finalisti                  | Punteggio     |
| ---------- | ------------------------------ | -------------------------- | ------------- |
| 1978       | John Marks Chris Kachel        | Greg Braun Peter Campbell  | 6–1, 6–4      |
| 1979- 1987 | Non disputato                  | Non disputato              | Non disputato |
| 1988       | Charlton Eagle Paul Mick       | Shane Barr Roger Rasheed   | 7–6, 4–6, 7–6 |
| 1989       | Jamie Morgan Todd Woodbridge   | Roger Rasheed Carl Turich  | 7–6, 7–6      |
| 1990       | Brett Custer David Macpherson  | Brett Steven Sandon Stolle | 6–2, 6–7, 6–4 |
| 1991       | Michael Brown Andrew Kratzmann | Bret Richardson Simon Youl | 3–6, 6–3, 7–6 |